# K’Sun Ray
K’Sun Ray (* 22. Mai 1993 als Kesun Mitchell Loder) ist ein US-amerikanischer Schauspieler.

## Leben
Er begann seine Schauspiellaufbahn im Jahr 2004 mit der Rolle des Aaron Davis im christlichen Fernsehfilm Love’s Enduring Promise. Ein Jahr darauf spielte er ein autistisches Kind in Fielder’s Choice. Nach einer Episodenrolle in der Serie In Justice im Jahr 2006 spielte er 2007 in der kanadischen Horror-Komödie Fido – Gute Tote sind schwer zu finden die Rolle des Timmy Robinson. Zwischen 2006 und 2007 spielte er Jason in der Serie Smith. Er hatte weitere kleine Rollen in verschiedenen Fernsehserien, 2007 als Tobias in Criminal Minds, in Heartland als Andrew Wyles, in Monk als Jimmy Krenshaw und bis 2008 in Life Is Wild.